# Запис Суботића грм (Трнава)
Запис Суботића грм (Трнава) се налази на парцели чији је власник Суботић Драгутин.

## Локација
| Општина             | Чачак                                                                       |
| Катастарска општина | Трнава                                                                      |
| Потес               | Криваје                                                                     |
| Координате          | 43° 51′ 18″ С; 20° 23′ 10″ И / 43.854999999999997° С; 20.385999999999999° И |
| Надморска висина    | 262m                                                                        |

## Карактеристике
Дендрометријске вредности утврђене на терену и сателитским снимцима:
| Стабло                     | Храст |
| Висина стабла              | m     |
| Обим дебла                 | m     |
| Пречник крошње             | 12m   |
| Пречник дебла              | m     |
| Висина дебла до прве гране | m     |

## База записа
Запис је у оквиру Викимедија пројекта "Запис - Свето дрво" заведен под редним бројем 0607.